# Saint-Jean-d’Ataux
Saint-Jean-d’Ataux település Franciaországban, Dordogne megyében. Lakosainak száma 132 fő (2022. január 1.). Saint-Jean-d’Ataux Chantérac, Saint-Germain-du-Salembre, Douzillac, Beauronne és Saint-Vincent-de-Connezac községekkel határos.

## Népesség
A település népessége az elmúlt években az alábbi módon változott:
| Lakosok száma | 119  | 127  | 136  | 126  | 120  | 119  | 128  | 133  | 133  | 132  |
|               | 1968 | 1982 | 1990 | 2006 | 2013 | 2015 | 2017 | 2019 | 2020 | 2022 |